# Clux
Clux è un comune soppresso e frazione del comune francese di Clux-Villeneuve, situato nel dipartimento della Saona e Loira nella regione della Borgogna-Franca Contea.
Clux è stato un comune indipendente fino al 1º gennaio 2015, quando si è fuso con il comune di La Villeneuve per formare il nuovo comune di Clux-Villeneuve.

## Società

### Evoluzione demografica
Abitanti censiti